# 詹健
詹健（1982年1月30日—），原籍中华人民共和国湖北省黄石市，新加坡男子乒乓球运动员。

## 生涯
詹健6岁开始打球，1994年进省队，1997年进中国国家队。曾夺得1998年世界青年锦标赛团体、男双冠军，1999年城运会男单冠军。2001年世界乒乓球锦标赛，詹健与白杨合作，夺得混合双打季军，2009年从国家队退役。2011年起，詹健转投新加坡国家队参加国际比赛，并参加了2012年伦敦奥运会乒乓球男子团体比赛。